# La Granjagoul
La Granjagoul, maison du patrimoine oral en Haute-Bretagne, est une association d'étude et de valorisation de la culture gallèse sous toutes ses formes. Elle a été créée sous ce nom en 2008 à Parcé, dans le pays de Fougères (Ille-et-Vilaine), alors qu'une association de préfiguration existait depuis 2002. C'est la deuxième structure de ce type à se créer en France après la Maison du Patrimoine Oral d'Anost.

## L'historique

### Le contexte
Depuis les  années 1970, le pays de Fougères est un territoire où des chercheurs et des associations (L'Association du Coglais, La Bouèze) ont collecté et diffusé sous diverses formes la culture orale.   
La commune de Parcé est un des lieux pionniers où s'est exercée cette démarche. Ainsi, chaque année, depuis la fin des années 1980, l’A.F.A.P. (Association de Formation et d’Animation Populaire) y organise un événement autour de la musique traditionnelle, le Prix Froger-Ferron qui rassemble des musiciens amateurs et professionnels de Haute-Bretagne.

### La naissance du projet
Après l’acquisition par la commune de Parcé d’un terrain situé au centre du bourg et sur lequel se trouvait une ancienne grange, la question du devenir de ce bâtiment s’est posée. Les premiers acteurs culturels locaux se réunissent en 1998 pour réfléchir sur les possibilités de créer un lieu consacré à la culture. Une étude d’opportunité est donc réalisée par le chercheur canadien Robert Bouthillier en 1999. Ce travail a permis d’évaluer la pertinence d'une structure à vocation culturelle, son adéquation avec l’environnement socio-culturel existant, et les perspectives qu’elle ouvre sur le plan du développement local. 
À la suite de cette étude, en 2002, une association de préfiguration a été créée afin de regrouper les acteurs institutionnels, associatifs et individuels intéressés par ce projet, à l’échelle du Pays de Fougères. 
En 2005, une étude complémentaire a permis d’évaluer la faisabilité du projet et de définir précisément les missions d’un futur "Centre de valorisation du patrimoine oral".
En 2007, les premières actions de la Granjagoul sont entamées avec notamment l'organisation d'une table ronde sur le thème de l'oralité et des dynamiques territoriales.
En 2008, l'association La Granjagoul, maison du patrimoine oral en Haute-Bretagne est créée sous ce nom complet, dix ans après les premières réunions ayant abouti à ce projet.

### Nom et logo de l'association
La Granjagoul est la contraction de deux mots :
- la grange, le lieu d'implantation du projet, de la maison du patrimoine oral,
- la goule, un mot gallo désignant la bouche, mais qui désigne aussi tout ce qui a trait à la parole, à l'oralité.

Le logo représente l'association par son nom, fort de sens. L'hermine symbolise la Bretagne et est utilisé ici comme un porte-voix d'où sortent des ondes sonores, soulignant l'importance de l'oralité pour l'association.

## Les missions
Les missions de l'association sont :
- l’étude et la recherche dans le domaine du patrimoine oral (ou patrimoine culturel immatériel) en Haute-Bretagne, par le collectage, par la constitution d'un fonds d'archives sonores et vidéos, par la constitution d'un centre de ressources consacré à la culture gallèse.
- la restitution et la diffusion de ces connaissances produites sous diverses formes : spectacles, concerts, expositions, conférences, édition, soutien à la création, mise en réseau, conseils, etc.
- la valorisation et la promotion de la culture gallèse pour tout public, notamment auprès des plus jeunes.

À ces titres, la Granjagoul est reconnue comme un acteur du patrimoine culturel immatériel en France par le ministère de la Culture en 2012.

## Le programme d'actions

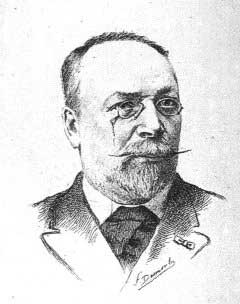
La Granjagoul a organisé en 2008 un colloque international sur Paul Sébillot avec le Lahic et le CRBC.

- Plusieurs collectages ont déjà été menés (notamment filmés) sur la mémoire orale des habitants du Pays de Fougères et au-delà (chansons, musiques, savoir-faire, jeux, contes, danses, récits de vie)[9], et continuent d'être menés, aboutissant à la production d'ouvrages sonores, vidéos, livresques et à des expositions.
- L'association a d'autre part mis en place des événements de restitution de cette mémoire ou de cette vie culturelle :
  - Léz Chminries d'l'étë : festival estival de contes et de musiques, créé en 1998 par le Pays d'Accueil et Touristique du Pays de Fougères sous le nom Les Rendez-Vous Contes, puis repris par la Granjagoul. En 2020, une nouvelle forme, en mode balade, et une nouvelle dénomination gallèse sont adoptées pour le festival.
- L'association participe à des événements d'envergure :
  - Les Flambées Celtik
  - Le Mois des langues de Bretagne : Le Maez du Galo
  - La Fête de la Bretagne[10]
  - Le Prix Froger-Ferron [11]
  - Le festival Mil Goul[12]
  - Les sélections de la Bogue d'or [13]
  - Le Grand Soufflet[14]
- La Granjagoul a accueilli le 20 septembre 2012 la remise des Priz du Galo[15]. La Granjagoul reçoit le Priz du Galo 2017 au titre des structures (associations, entreprises, collectivités locales) valorisant le développement du gallo.

## Le bâtiment

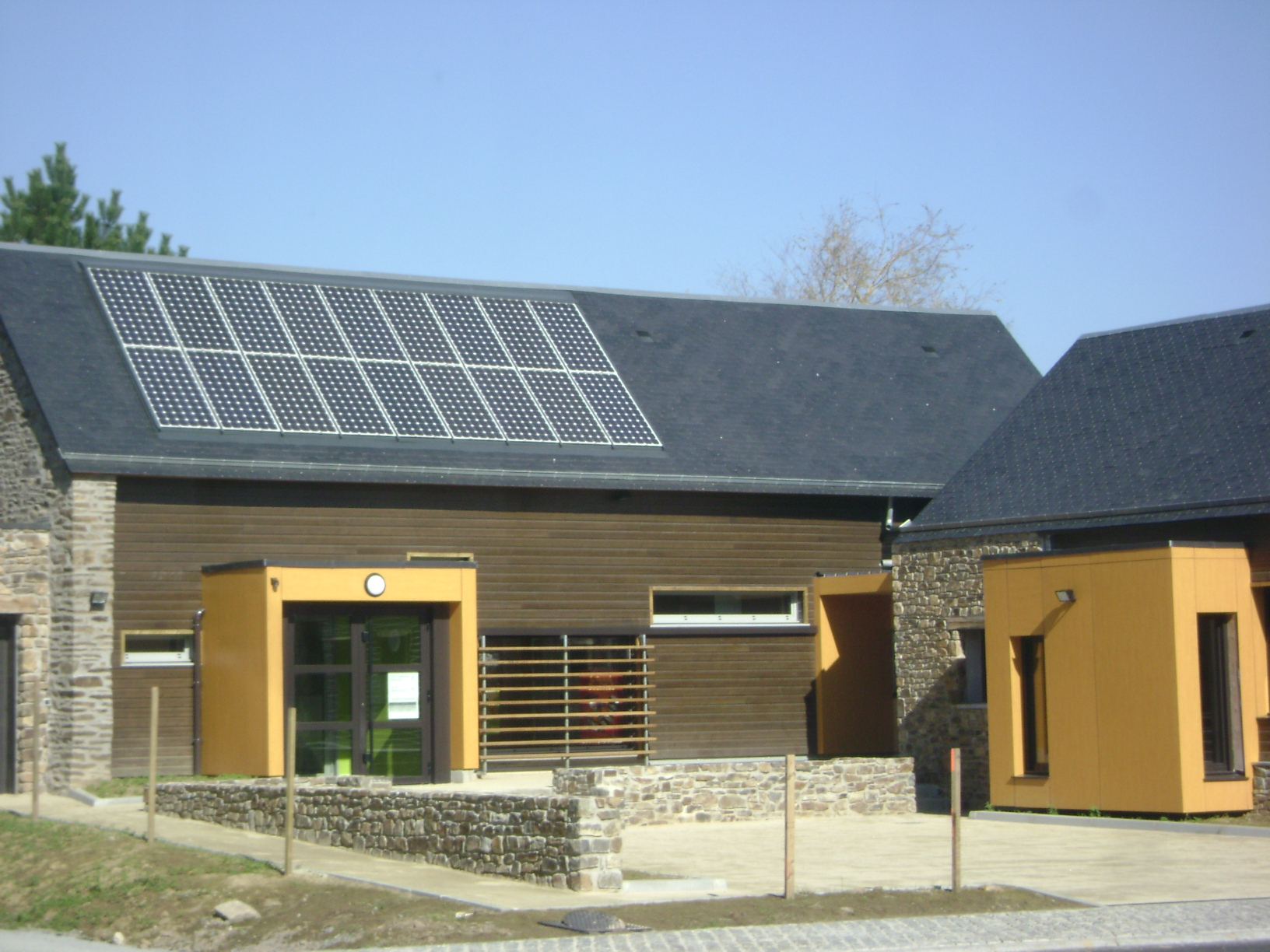
Bâtiment de la Granjagoul en 2010.

Le bâtiment de l'association, à la fois centre de ressources (documentation, archives sonores et vidéos) et centre d'animations, se situe à l'emplacement d'une ancienne grange, dans le bourg de Parcé. Ce bâtiment qui appartient à Fougères Agglomération, est l'œuvre de l'atelier d'architectes rennais Gautier-Guilloux. La surface totale de la Granjagoul est de 200 m2, capable d'accueillir tous types de publics : étudiants, habitants, scolaires, chercheurs, touristes, etc. Le projet de construction a bénéficié du programme Eco FAUR.
Financé par Fougères communauté, le département d'Ille-et-Vilaine et la région Bretagne, le centre est inauguré officiellement le 15 septembre 2010.

## Publications

### Audio
- 10 ans de Rendez-Vous Contes en Pays de Fougères, coll. "Mémoire orale en Haute-Bretagne", 2007.
- Chante on va savaï c'que c'ét - Traditions orales en Pays de Vitré, livret-CD, édité en partenariat avec la Bouèze et la Maison des Cultures du Monde, 2015.
- Danse teurjou ! Chantous et sonnous du pays de Fougères, livret-CD, édité en partenariat avec Dastum, 2020.

### Ouvrages
- Oralité et dynamiques territoriales : La culture gallèse, un atout pour la Haute-Bretagne, transcription de la table ronde organisée par la Granjagoul en 2007 à Fougères, 2008.
- Paul Sébillot (1843-1918). Un Républicain promoteur des traditions populaires, actes du colloque de Fougères (9-11 octobre 2008) sous la direction de Fañch Postic, édité en partenariat avec le CRBC et le Lahic, 2011.
- Amand Dagnet, André Malassis, Le Parler du pays de Fougères, édité en partenariat avec Label LN, 2014 (reprend la version enrichie du Patois fougerais d'Amand Dagnet ainsi qu'un travail inédit d'André Malassis).
- Gisèle Gallais. Vous jeunes gens qui désirez entendre... - Répertoire d'une chanteuse de Haute-Bretagne, édité en partenariat avec Dastum et Presses Universitaires de Rennes, 2014.
- Kanna Bortier (texte) et Mikael Hervé (dessin), Gouri e Ghernète den le paiz de Foûjere, édité en partenariat avec Qhu Bllanc, Destination Fougères et L'Office de tourisme Couesnon Marches de Bretagne, 2022.
- Kanna Bortier (texte) et Mikael Hervé (dessin), Gouri e Ghernète de Bâzouje a la Granjagoul, édité en partenariat avec Qhu Bllanc, Destination Fougères et L'Office de tourisme Couesnon Marches de Bretagne, 2022.

### Expositions
- « Sa va bûche ! » - Jeux de palets en Pays de Fougères, de Ronan Barentin et Guillaume Gérard, 2009.
- La Clarinette ou le « tronc d'chou » en Haute-Bretagne - L'Troû chou den la Haote Bertagne, de Cédric Malaunais, 2012.
- L'Accordéon diatonique en Haute-Bretagne - La Bouèze den la Haote Bertagne, de Cédric Malaunais, 2013.
- Le Violon en Haute-Bretagne, de Cédric Malaunais, 2014.
- La veuze, de Cédric Malaunais, 2015.
- La vielle à roue en Haute-Bretagne - La viele a roue den la Haote-Bertègne, de Cédric Malaunais, 2017.
- Et v'là l'bout - Chants traditionnels en Haute-Bretagne, de Cédric Malaunais, 2024.

## Partenaires

### Partenaires institutionnels
- Fougères Agglomération
- la Région Bretagne
- le département d'Ille-et-Vilaine
- la commune de Parcé

### Affiliations
- La Granjagoul est associée au pôle de développement de l'économie sociale et solidaire du pays de Fougères, EcoSolidaireS, depuis 2010[19].
- La Granjagoul est membre du Réseau Éducation Environnement Pays de Fougères.
- La Granjagoul est membre de l'association du Grand Soufflet depuis 2011.
- La Granjagoul est un point de consultation Dastum d'archives sonores depuis 2011.
- La Granjagoul est adhérente de l'association Bretagne Culture Diversité[20] depuis sa création en 2012.
- La Granjagoul est membre de la Fédération des amis de la lutte et des sports et jeux d'adresse de Bretagne (FALSAB) depuis 2014.
- La Granjagoul a signé le label du Gallo « Du Galo, dam Yan, dam Vèr » en 2016.
- La Granjagoul est adhérente à l'Institut du Galo, depuis sa création en 2017.
- La Granjagoul est membre de la Fédération Sonneurs de Veuze.
- La Granjagoul est membre de l'association Chubri.
- La Granjagoul est membre du Comité Départemental du Tourisme de Haute-Bretagne.

### Partenaires associatifs
- Bertègn Galèzz, pour  le festival Mil Goul
- L'Association de Formation et d’Animation Populaire (AFAP), pour le Prix Froger-Ferron
- Le Groupement culturel breton des pays de Vilaine (GCBPV), pour les sélections de la Bogue d'or
- La Maison des cultures du monde pour le Festival de l'Imaginaire

### Documentation
- Alban Desile, « Une maison du patrimoine oral s'implante à Parcé », dans Nous Vous Ille n°83 ("En direct des 7 pays" - Pays de Fougères), juillet-août-septembre 2008.
- Pierre-Guillaume Creignou, « Le patrimoine gallo aura sa maison à Parcé», dans Ouest-France (édition de Fougères), 1er septembre 2009.
- Agnès Cussonneau, « Patrimoine oral en Haute-Bretagne. Les cordes vocales vibrent à la Granjagoul », dans Paysan Breton n° du 1 au 7 octobre 2010.
- Michel Colleu, « Un "inventaire du patrimoine oral en Pays de Fougères" pour La Granjagoul », rubrique "O.P.C.I.", dans Trad Magazine n°135, janvier-février 2011.
- Vincent Morel, « La Granjagoul. Une maison du patrimoine oral en pays de Fougères », dans Musique Bretonne n°225, Dastum, mars-avril 2011.
- Xavier Éveillé (texte), Patrick Vasco Gromy (illustration), « La Granjagoul. La maison du gallo passe l'oral. », dans Le Guide de la Bretagne insolite et relax, éditions Ligne pourpre, 2011 (extrait consultable sur laviedunpapillon.fr, catégorie "Patrimoine". Consulté le 12 février 2016)
- Pierrick Cordonnier, « La Granjagoul à Parcé », dans le Bulletin, mémoires et regards de Arts et Histoire - Pays de Fougères, tome XXV, 2012.
- Antoinette Grall, "Cette matière permet de mieux comprendre notre territoire". Cédric collecte le Gallo, une langue régionale bien vivante, sur le site France 3 Bretagne, 14 septembre 2024.
- Marina Maret, La Granjagoul (2 parties), dans l'émission "Mag Patrimoine" sur RCF, 8 et 15 janvier 2015.
- Vincent Morel, « La Granjagoul : Dix ans de travail sur le patrimoine oral en pays de Fougères », dans Musique Bretonne n°265, Dastum, octobre-novembre-décembre 2020.